# Ибиратая
Ибиратая (порт. Ibirataia)  —  муниципалитет в Бразилии, входит в штат Баия. Составная часть мезорегиона Юг штата Баия. Входит в экономико-статистический микрорегион Ильеус-Итабуна. Население составляет 26 234 человека на 2006 год. Занимает площадь 226,139 км². Плотность населения — 116,0 чел./км².
Праздник города — 10 ноября.

## История
Город основан в 1960 году.

## Статистика
- Валовой внутренний продукт на 2003 год составляет 69 275 777,00 реалов (данные: Бразильский институт географии и статистики).
- Валовой внутренний продукт на душу населения на 2003 год составляет 2711,59 реалов (данные: Бразильский институт географии и статистики).
- Индекс развития человеческого потенциала на 2000 год составляет 0,642 (данные: Программа развития ООН).